# Silje Torp
 (juillet 2020).
Si vous disposez d'ouvrages ou d'articles de référence ou si vous connaissez des sites web de qualité traitant du thème abordé ici, merci de compléter l'article en donnant les références utiles à sa vérifiabilité et en les liant à la section « Notes et références ».
Silje Torp (née Silje Torp Færavaag le 19 octobre 1974 à Oslo) est une actrice, autrice, entraîneuse et préparatrice mentale norvégienne.

## Biographie
Elle a vécu en Italie pendant trois ans. Elle a effectué une formation dans une académie d'art à Carrare afin de devenir sculptrice et tailleuse de pierre.
Elle a ensuite fréquenté l'Académie nationale norvégienne de théâtre (Statens Teaterhøgskole) de 1997 à 2000. 
Elle a joué Frøya dans la série Netflix Norsemen, ainsi que le personnage de Mette Hansen dans la saison 2 de la série norvégienne Lilyhammer.
Elle a suivi une formation d'entraîneur personnel et d'entraîneur mental et, en janvier 2019, a publié Sterk med klikk aux éditions Cappelen Damm. 

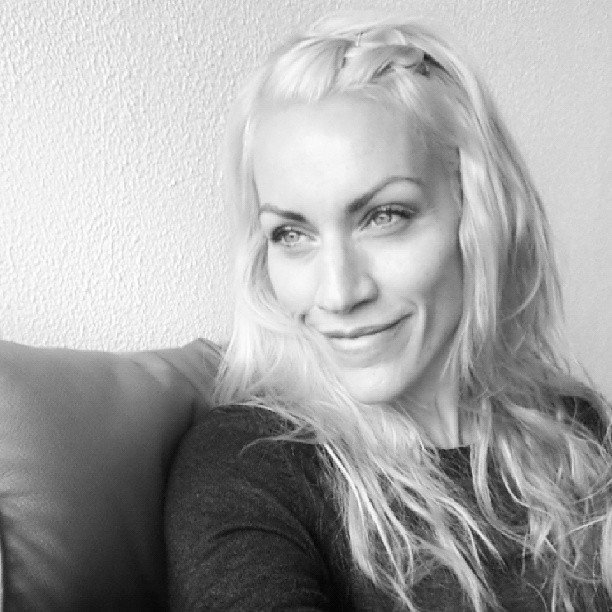
Silje Torp Færavaag en 2013

## Filmographie

### Cinéma
- 2010 : Un chic type
- 2006 : Camarade Pedersen
- 2004 : Hawaii, Oslo

### Télévision
- 2016 - 2020 : Norsemen
- 2013 : Lilyhammer, saison 2, épisodes 3 à 6